# Boletín Oficial del Estado
El Boletín Oficial del Estado (BOE) es el diario oficial nacional español dedicado a la publicación de leyes, disposiciones y actos de inserción obligatoria. Su edición, impresión, publicación y difusión está encomendada, en régimen de descentralización funcional, a la Agencia Estatal Boletín Oficial del Estado.
La Constitución de 1978 dispone en su artículo 9.3 que «La Constitución garantiza […] la publicidad de las normas». Es por tanto un imperativo legal la publicación de las normas, canalizándose dicha publicación a través de los distintos boletines oficiales, el BOE en su caso.
De acuerdo con el Real Decreto 181/2008, de 8 de febrero, de ordenación del diario oficial Boletín Oficial del Estado, el BOE es el diario oficial del Estado español, el medio de publicación de las leyes, disposiciones y actos de inserción obligatoria.
Contiene además las leyes aprobadas por las Cortes Generales, las disposiciones emanadas del Gobierno de España, las disposiciones generales de las comunidades autónomas y las leyes emanadas de las instituciones de la Unión Europea (previa publicación en el DOUE).
Precedido por la Gaceta de Madrid, ha tenido diversas denominaciones a lo largo de la historia del país.

## Historia

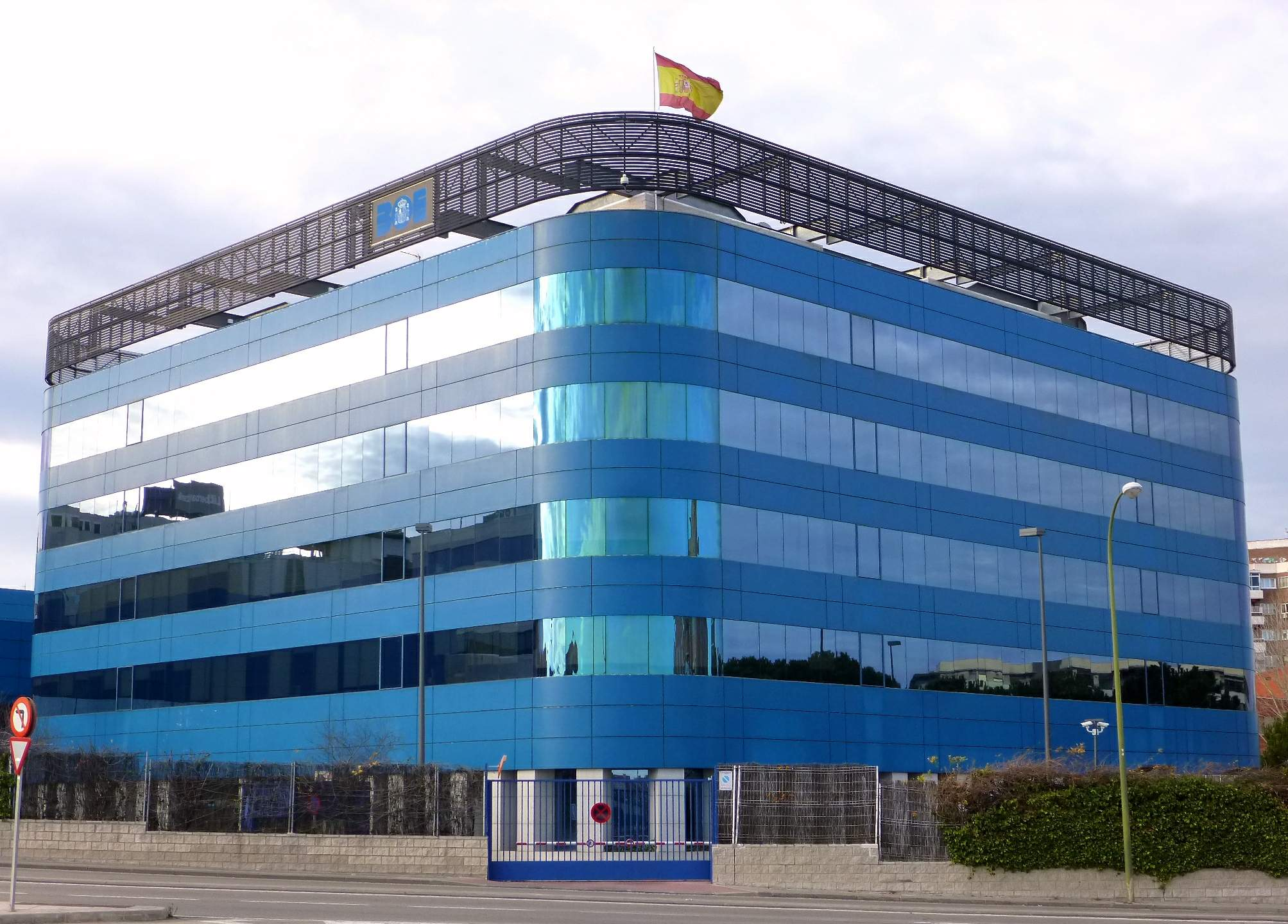
Sede de la Agencia Estatal BOE, en Madrid.

Durante el siglo XVII, la imprenta propició el nacimiento de numerosos boletines o gacetas en, prácticamente, toda Europa; estas publicaciones surgirán de manos de la iniciativa privada y con un contenido estrictamente informativo.
En España este fenómeno se concreta en la creación, en febrero de 1661, de la Relación o Gaceta de algunos casos particulares, así políticos como militares, sucedidos en la mayor parte del mundo, hasta fin de 1660, convirtiéndose en el primer periódico de información general que surge en España.
Actualmente, el BOE es el segundo diario editado en papel más antiguo del mundo, aunque su edición en papel es desde 2009 únicamente testimonial, a efectos de conservación y permanencia, sin distribución pública (ver abajo). El diario más antiguo es el Opregte Haarlemsche Courant (actualmente llamado Haarlems Dagblad), fundado en 1656 en Holanda. Aún más antiguo sería el Post-och Inrikes Tidningar, diario oficial de Suecia, fundado en 1645 bajo el nombre de Ordinari Post Tijdender, pero desde 2007 ya no se publica en papel.
La Gaceta, en el momento de su nacimiento, estaba dirigida y administrada desde la iniciativa privada. Esta circunstancia varía por completo durante el reinado de Carlos III, quien, en 1762, decide otorgar a la Corona el privilegio de imprimir la Gaceta. De esta forma, la publicación pasa a convertirse en un medio de información oficial que refleja los criterios y decisiones del Gobierno.
Posteriormente, por la Real orden circular del Gobierno dirigida á todas las autoridades del reino de 22 de septiembre de 1836, se establece que los decretos, órdenes e instrucciones que dicte el Gobierno se considerarán de obligación desde el momento en que sean publicados en la Gaceta. De este modo, la Gaceta pasaba a convertirse en un órgano de expresión legislativa y reglamentaria, característica que conservará hasta la actualidad.
Por lo que se refiere a la denominación, la Gaceta adopta con carácter definitivo el nombre de Gaceta de Madrid en 1697, aunque ya desde 1677 se la conocía como tal. Será en 1936 cuando esta cabecera se sustituya en el bando franquista por Boletín Oficial del Estado, nombre que ha perdurado hasta nuestros días.
Del mismo modo, la existencia de la Imprenta Nacional, como entidad aneja al Boletín, es fruto de una decisión que cuenta ya con más de un siglo de antigüedad.
En cuanto a la estructura de la Gaceta, es en 1886 cuando se establece que la publicación solo contendrá documentos de interés general (leyes, decretos, sentencias de tribunales, contratos de la Administración Pública, anuncios oficiales, entre otros); asimismo se establece un orden de preferencia en la publicación de las disposiciones que atiende a criterios de urgencia y un orden de prioridad de la inserción de documentos: Leyes, Reales Decretos, Reales Órdenes. Por último, se prescribe que, dentro de cada sección, el orden de publicación ha de ser el de antigüedad de los Ministerios, siempre tras la Presidencia del Consejo de Ministros. Toda esta estructura será perfilada por una Real Orden de 6 de junio de 1909.
Posteriores normas de 1948, 1957, 1960 y el Real Decreto 181/2008, de 8 de febrero, de ordenación del Diario Oficial del Estado, han ido conformando el funcionamiento del Boletín Oficial del Estado.
Conforme con lo dictado por la Ley 11/2007 de 22 de junio de acceso electrónico de los ciudadanos a los Servicios Públicos y el Real Decreto 181/2008 de 8 de febrero de ordenación del diario oficial Boletín Oficial del Estado, el 31 de diciembre de 2008 se publica el último BOE impreso. A partir de ese momento desaparece la edición en papel, tal y como se conocía, que se sustituye con la electrónica, en su web oficial, siendo su consulta totalmente gratuita. No obstante, el inicio de la edición electrónica del Boletín no supone la desaparición de la edición impresa, que se mantiene, con el mismo carácter oficial y auténtico, a efectos de conservación y permanencia del diario oficial, y también como medio de difusión en los supuestos en que no resulte posible la aparición de la edición electrónica. Esta edición impresa es obtenida de la edición electrónica.

### Denominaciones
Desde su inicio en 1661 y a lo largo de su historia, la Gaceta recibió diferentes títulos, siendo importante resaltar que en determinados momentos históricos convivieron, al mismo tiempo, varios diarios oficiales con denominaciones distintas.
| - Periodo con numerosos cambios de título, 1661 a 1697. - Gaceta de Madrid, de 1697 a 31 de marzo de 1934. - Gazeta Ministerial de Sevilla, de 1 de junio de 1808 a 10 de enero de 1809. - Gaceta del Gobierno, de 6 de enero de 1809 a 29 de agosto de 1809. - Gazeta de la Regencia de España e Indias, de 13 de marzo de 1810 a 25 de enero de 1812. - Gazeta de la Regencia de las Españas, de 28 de enero de 1812 a 10 de mayo de 1814. - Gazeta de Madrid baxo el Gobierno de la Regencia de las Españas, de 17 de agosto de 1812 a 30 de diciembre de 1813. - Gaceta del Gobierno, de 1 de julio de 1820 a 11 de marzo de 1821. | - Gazeta Española, de 11 de abril de 1823 a 3 de octubre de 1823. - Gaceta de Madrid: Diario Oficial de la República, de 1 de abril de 1934 - 8 de noviembre de 1936. - Boletín Oficial de la Junta de Defensa Nacional de España, de 25 de julio de 1936 a 2 de octubre de 1936. - Boletín Oficial del Estado de 2 de octubre de 1936 a 27 de febrero de 1961. - Gaceta de la República: Diario Oficial, de 10 de noviembre de 1936 a 28 de marzo de 1939. - Boletín Oficial del Estado: Gaceta de Madrid, de 28 de febrero de 1961 a 23 de julio de 1986. - Boletín Oficial del Estado de 24 de julio de 1986-hasta la actualidad. |

## Contenido
En el Boletín Oficial del Estado se publican:
a) Las disposiciones generales de los órganos del Estado y los tratados o convenios internacionales.
b) Las disposiciones generales de las Comunidades autónomas, de acuerdo con lo establecido en los Estatutos de Autonomía y en las normas con rango de ley dictadas para el desarrollo de los mismos.
c) Las resoluciones y actos de los órganos constitucionales del Estado, de acuerdo con lo establecido en sus respectivas leyes orgánicas.
d) Las disposiciones que no sean de carácter general, las resoluciones y actos de los departamentos ministeriales y de otros órganos del Estado y Administraciones públicas, cuando una ley o un real decreto así lo establezcan.
e) Las convocatorias, citaciones, requisitorias y anuncios cuando una ley o un real decreto así lo establezcan.
El Consejo de Ministros podrá excepcionalmente acordar la publicación de informes, documentos o comunicaciones oficiales, cuya difusión sea considerada de interés general.

## Estructura

### Sección I: Disposiciones generales
— Las leyes orgánicas, las leyes, los reales decretos legislativos y los reales decretos-leyes.
— Los tratados y convenios internacionales.
— Las leyes de las asambleas legislativas de las comunidades autónomas.
— Los reglamentos y demás disposiciones de carácter general.
— Los reglamentos normativos emanados de los consejos de gobierno de las comunidades autónomas.

### Sección II: Autoridades y personal
Integrada por dos subsecciones:
A) Nombramientos, situaciones e incidencias.
B) Oposiciones y concursos.

### Sección III: Otras disposiciones
Integrada por las disposiciones de obligada publicación que no tengan carácter general ni correspondan a las demás secciones: ayudas y subvenciones, becas, cartas de servicio, convenios colectivos de ámbito general, planes de estudio, etc.

### Sección IV: Administración de Justicia
Edictos, notificaciones, requisitorias y anuncios de los Juzgados y Tribunales.

### Sección V: Anuncios
Agrupados de la siguiente forma:
A) Anuncios de licitaciones públicas y adjudicaciones.
B) Otros anuncios oficiales.
C) Anuncios particulares.
Hay, además, un suplemento independiente en el que se publican las sentencias, declaraciones y autos del Tribunal Constitucional.

## Organización
La información se organiza de acuerdo con los siguientes criterios:
- Dentro de cada sección, la inserción de los textos se realiza agrupándolos por órgano del que proceden, según la ordenación general de precedencias del Estado. Las disposiciones emanadas de las Comunidades autónomas se insertan según el orden de publicación oficial de los Estatutos de Autonomía.
- Dentro de cada epígrafe los textos se ordenan según la jerarquía de las normas.
- En cada número del periódico oficial se incluye un sumario de su contenido, ordenado conforme se ha indicado anteriormente.
- El texto de las leyes, disposiciones y actos publicados en el BOE tiene la consideración de oficial y auténtico; por su parte, el texto de las normas emanadas de las comunidades autónomas, publicado en el BOE, tiene el carácter que le atribuyen los respectivos Estatutos de Autonomía.

Finalmente, las leyes, los reales decretos-leyes y los reales decretos legislativos, una vez sancionados por el rey, y publicados en castellano en el Boletín Oficial del Estado, podrán ser también publicados en las demás lenguas oficiales de las diferentes comunidades autónomas. Para hacer efectivo este precepto hay suscritos convenios de colaboración entre el Gobierno de la Nación y los Órganos de Gobierno Autonómicos de la Generalidad de Cataluña, Junta de Galicia y Comunidad Valenciana.

## Acceso de los ciudadanos alBoletín Oficial del Estado
El artículo 14 del Real Decreto 181/2008, de 8 de febrero, de ordenación del diario oficial Boletín Oficial del Estado, establece en su párrafo 1 que:

Los ciudadanos tendrán acceso libre y gratuito a la edición electrónica del Boletín Oficial del Estado. Dicho acceso comprenderá la posibilidad de búsqueda y consulta del contenido del diario, así como la posibilidad de archivo e impresión, tanto del diario completo como de cada una de las disposiciones, actos o anuncios que lo 
componen

El párrafo 2 de dicho artículo establece la obligación, de todas las oficinas de información y atención al ciudadano de la Administración, de facilitar la consulta pública y gratuita del BOE, para lo que existirá, al menos, un terminal informático para este fin:

En todas las oficinas de información y atención al ciudadano de la Administración General del Estado, se facilitará la consulta pública y gratuita de la edición electrónica del Boletín Oficial del Estado. Con ese fin, en cada una de estas oficinas existirá al menos un terminal informático, a través del cual se podrán realizar búsquedas y consultas del contenido del diario. Las mencionadas oficinas deberán facilitar a las personas que lo soliciten una copia impresa de las disposiciones, actos o anuncios que requieran, o del diario completo, mediante, en su caso, la contraprestación que proceda.

El Boletín Oficial del Estado cuenta con un buscador avanzado para hallar las disposiciones de legislación, personal, otras disposiciones o todo el BOE. También ofrece la posibilidad de descargar la información del BOE en formato PDF y de reutilizar los contenidos en los formatos XML y XSD. En 2013 el Boletín Oficial del Estado creó una aplicación para móviles de acceso a los contenidos del BOE con sistema operativo Android y en 2014 para el sistema operativo iOS.

## Otros boletines oficiales
Aparte del BOE existen también boletines oficiales del resto de administraciones territoriales, como el de la Unión Europea, los de las Comunidades Autónomas y los de las entidades provinciales y locales, que a continuación se detallan.

### Diario Oficial de la Unión Europea
- Diario Oficial de la Unión Europea (DOUE)

Siendo España un Estado de la Unión Europea, los ciudadanos españoles y por tanto europeos, tienen total acceso al Diario Oficial de la Unión Europea donde se publican todas las decisiones y acciones diarias de las instituciones europeas, así como los actos legislativos (legislación europea) aprobados por estas. 

### Boletines de las comunidades y ciudades autónomas
- Boletín Oficial de la Junta de Andalucía
- Boletín Oficial de Aragón
- Boletín Oficial del Principado de Asturias
- Boletín Oficial de las Islas Baleares
- Boletín Oficial de Canarias
- Boletín Oficial de Cantabria
- Boletín Oficial de Castilla y León
- Diario Oficial de Castilla-La Mancha
- Diario Oficial de la Generalidad de Cataluña
- Boletín Oficial de la Ciudad Autónoma de Ceuta
- Diario Oficial de Extremadura
- Diario Oficial de Galicia
- Boletín Oficial de la Comunidad de Madrid
- Boletín Oficial de la Ciudad Autónoma de Melilla
- Boletín Oficial de la Región de Murcia
- Boletín Oficial de Navarra
- Boletín Oficial del País Vasco
- Boletín Oficial de La Rioja
- Diario Oficial de la Generalidad Valenciana